# پردیس فرجادآزاد
پردیس فرجادآزاد (انگلیسی: Pardis Fardjad-Azad؛ زاده ۱۲ آوریل ۱۹۸۸) یک بازیکن فوتبال اهل آلمان است.
وی همچنین در تیم ملی فوتبال جمهوری آذربایجان بازی کرده است.